# JayJay

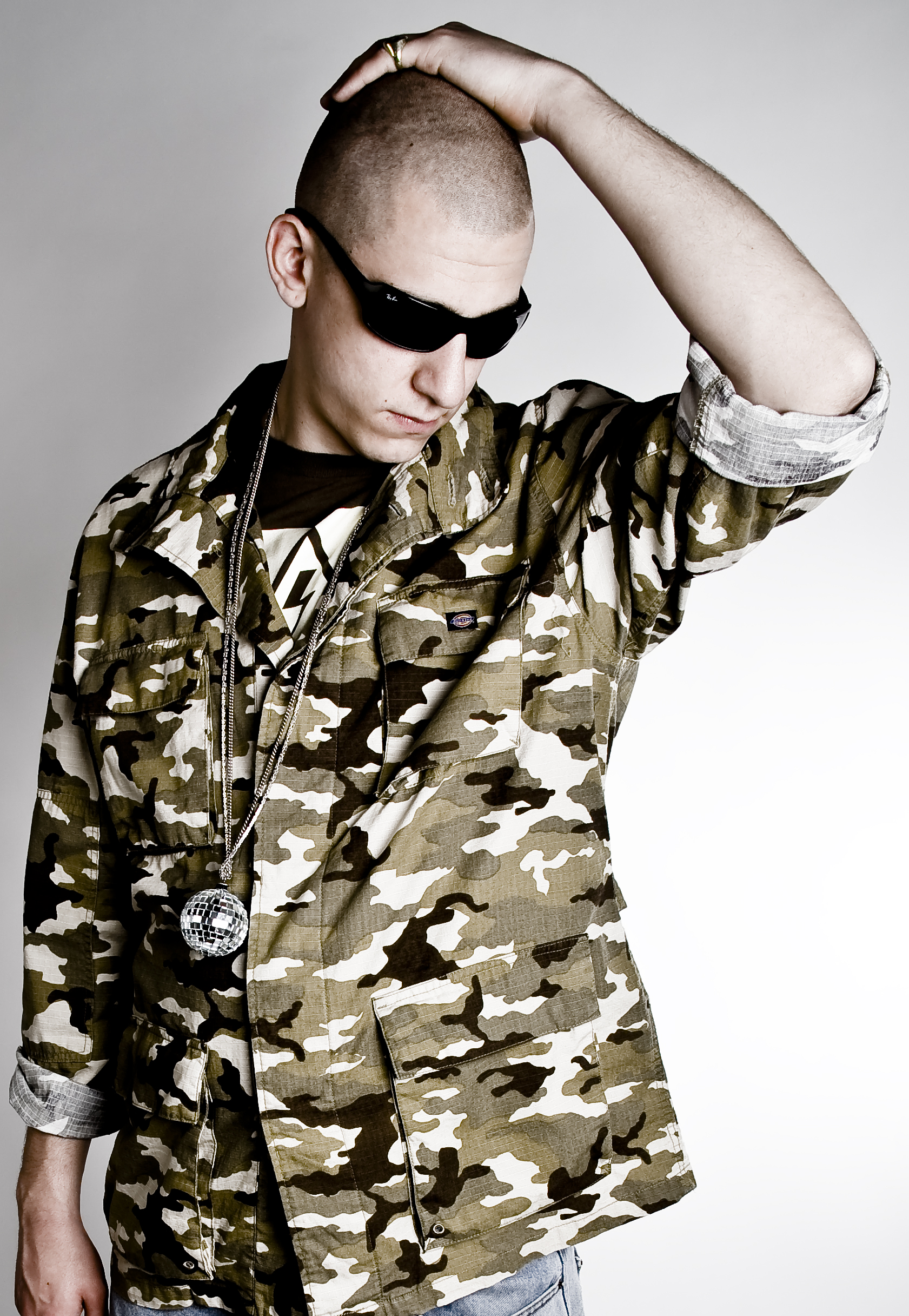
JayJay

JayJay (* 30. Oktober 1986 in Neuss; bürgerlich Jason Firchow) ist ein deutscher Rapper des Musiklabels Achtung Schäääpat Records.

## Privates
Als Sohn des Schauspielprofessors und Musikers Reinhart Firchow und der Schauspielerin Andrea Gowin wuchs JayJay in Neuss auf. Im Alter von zehn Jahren entwickelte er eine Leidenschaft für die Hip-Hop-Musik, so dass das Musikmachen bald der größte Bestandteil seiner Jugend war.

## Karriere
2007 wurde das Produzenten-Duo Discobots auf den damals 20-jährigen JayJay aufmerksam. Sie veröffentlichten die Single Elektrorap über A-Trax Recordings, inklusive zwei Remixe, als offizielle Schallplatte. Diese stieg in die deutschen DJ-Charts ein (Platz 58) und steigerte über Nacht JayJays Popularität. Kurz darauf drehte er 2008 sein erstes Musikvideo zu dem Song und seiner Hommage Knüppel Klopp – ein auf Düsseldorfer Rheinisch gerappter Song. Dieser erreichte über eine Million Klicks auf YouTube und machte JayJay zu einer lokalen Bekanntheit. Ebenfalls 2008, mit Beginn der Dritte-Liga-Fußballsaison von Fortuna Düsseldorf, starteten JayJay und die Düsseldorfer Rap-Formation „Der Neue Westen“ das Projekt „Eine Heimat eine Liebe“ und produzierten ein die Fußballsaison begleitendes Album über ihren Heimatverein. Der Song Fortuna wurde zur inoffiziellen Vereinshymne und hat im Kanal YouTube über 500.000 Klicks. Daraufhin kreierte JayJay auf Anfrage von Fortuna Düsseldorf den offiziellen Torjingle. der Saison 2009/2010.
Im Januar 2009 brachte er seine dritte Single-Auskopplung Schäääpat heraus, so kam es auch zu der Anfrage des Labels ZYX Music, das den Song auf seiner Kompilation Neuer Deutscher Partyrap veröffentlichte. Die Single-Release-Party im Monkey’s Club Düsseldorf war zudem der Start der ersten Deutschlandtournee. Ebenfalls unter dem Namen gründete JayJay 2010 sein eigenes Label „Achtung Schäääpat Records“, um von nun an in Eigenregie seine Musik veröffentlichen zu können. Es folgten die erste Club-Tour sowie weitere Auftritte mit Künstlern wie Loco Dice, ElektroFerris (Deichkind), Plattenpapzt, Schowi (Massive Töne), Kid Kaio, Dave Kurtis, DJ Rafik, Mr. Mixx, Stage Bottles und My Terror. Von 2011 bis 2017 trat JayJay regelmäßig mit einer Live-Besetzung auf. Zum „Schäääpat Soundsystem“ gehörten u. a. der Bassist Ufo Walter, die Gitarristen Michael David Clauss (ehemals Belfegore, Nichts), Nico und Dirk Mainz sowie der Schlagzeuger Ben Ballert, DJ Lee Bass, Rino Rock, Hennessie und der Sänger Ine San. Das Debüt-Album mit dem Titel Achtung Schäääpat wurde am 15. Juli 2011 veröffentlicht. Es folgten weitere Musikvideo-Auskopplungen mit den Songs Sommerzeit, Gib dir den Jay und I Love Wochenende sowie ein dutzend Live-Videomitschnitte. Produziert wurde das Album von den Produzenten Loggarizm, Dave Kurtis, Bazzilar, Don Tone, I:Lyke und Lee Bass. Das Album Release Konzert stieg am 13. August 2011 im Zakk Düsseldorf, wo er von den HipHop-Künstlern wie Pure Doze (Too Strong), D-Bo, Blumio, Onkel Berni, Hardsoul, Gato Preto und Skor unterstützt wurde. Kurz darauf veröffentlichte JayJay die Album Release Konzert DVD.
Im Mai 2012 machte er zusammen mit dem Rapper Blumio die Single und das dazugehörige Musikvideo Killepitsch, was vor allem in Düsseldorf, aber auch deutschlandweit, Anklang fand. Es folgte eine weitere gemeinsame Videoveröffentlichung von der Single Wenn der Bus rollt. Von 2012 bis 2015 begleitete JayJay zusammen mit der Sängerin Jessica Jean und DJ Stylo den Rapper Blumio auf seiner „Gott-vs.-Teufel-Tour“ sowie auch auf allen weiteren Konzerten durch Deutschland, Österreich und die Schweiz. Dabei teilten sie sich die Bühne mit Künstlern wie SEEED, Kool Savas, Andreas Bourani und D-Flame.
Im Dezember 2012 konnte JayJay das Newcomerfestival „City Beatz“ für sich entscheiden und wurde Nachwuchskünstler der Stadt Düsseldorf 2012.
Am 17. Januar 2013 veröffentlichte er die Single und das Musikvideo Ich lieb’ mein Verein, die nach wenigen Tagen bereits in die Top 100 der ITunes-Charts einstieg. Der Song ist ein Protestlied, das das Sicherheitskonzept im Fußballsport, Repressionen in deutschen Stadien und den dadurch hervorgerufenen Konflikt mit dem DFB thematisiert. Das Video zählt auf Youtube bereits über 2 Millionen Klicks.
Im April 2015 veröffentlichte JayJay das Lied und das dazugehörige Musikvideo Erste Reihe. Das Lied wurde auf Anfrage für das Projekt „Aktion Rheinland“ von Don Tone und dem Converse Quartett produziert. Zu Gedenken an die Düsseldorfer Widerstandskämpfer, die gegen den Nationalsozialismus kämpften, wurde ein Sampler veröffentlicht, um die junge Generation für das Thema zu sensibilisieren.
2017 folgten weitere Videoveröffentlichungen der Singles Seemannsköpper, Babylon brennt und Mein Block, die von Don Tone produziert und über das Musiklabel „International Beats“ veröffentlicht wurden.
Seit 2017 tritt JayJay regelmäßig als Frontmann der Band „Roter Kreis“ auf. Zu den Bandmitgliedern gehören der Schlagzeuger Vom Ritchie (Die Toten Hosen), Bassist Ufo Walter (Randy Hansen) und Gitarrist Thomas Schneider (Fehlfarben). Neben etlichen Clubkonzerten spielten sie bereits auf den Festivals Jamel rockt den Förster und Eier mit Speck.
Seit August 2024 ist JayJay als Stadion-DJ bei Fortuna Düsseldorf für die Musik in der Merkur Spiel-Arena verantwortlich. JayJay folgt auf Marcus „Opa“ Haefs, der insgesamt 22 Jahre lang für die Fortuna im Einsatz war.

## Diskographie
Singles und EPs
- 2007: Elektrorap (Single)
- 2008: Knüppel Klopp (Single)
- 2009: Schäääpat (EP)
- 2010: Sommerzeit (Single)
- 2010: Sommerzeit Remix EP (EP)
- 2015: Helau du Sau (Single)
- 2012: Killepitsch feat. Blumio (Single)
- 2013: Ich lieb mein’ Verein (Single)
- 2015: Erste Reihe (Single)
- 2015: Wenn der Bus rollt feat. Blumio (Single)
- 2017: Seemannsköpper (Single)
- 2017: Babylon brennt (Single)
- 2017: Mein Block (Single)
- 2018: Datt darf der (Single)
- 2019: Aus dem Nichts feat. Grischa (Single)
- 2020: Maradona Trap (Single)

LPs
- 2009: Eine Heimat, Eine Liebe – Der Neue Westen & 40 Räuber (LP)
- 2011: Achtung Schäääpat (LP)